# 维尼奥拉 (摩德纳省)
维尼奥拉（義大利語：Vignola），是意大利摩德纳省的一个市镇。总面积22平方公里，人口24509人，人口密度1114.0人/平方公里（2009年）。ISTAT代码为036046。

## 友好城市
- 法國 巴伯济约-圣伊莱尔